# Phalascusa aequalis
Phalascusa aequalis is een insect uit de familie van de vlinderhaften (Ascalaphidae), die tot de orde netvleugeligen (Neuroptera) behoort. 
Phalascusa aequalis is voor het eerst wetenschappelijk beschreven door Banks in 1938.